# Dusty (Washington)
Dusty es un área no incorporada ubicada en el condado de Whitman en el estado estadounidense de Washington.

## Geografía
Dusty se encuentra ubicado en las coordenadas 46°48′37″N 117°39′7″O / 46.81028, -117.65194.